# Тал (село)
Тал (тув. Тал), Балыктыг — село в Тере-Хольском кожууне Республики Тыва. Административный центр и единственный населённый пункт сумона Балыктыг. Население села вместе с местечками 96 человек (2015).

## История
В 2005 году образован сумон Балыктыг с центром в селе Тал.
Согласно распоряжению Правительства Российской Федерации от 8 мая 2009 г. № 631-р сумон Балыктыг  входит в «Перечень мест традиционного проживания и традиционной хозяйственной деятельности коренных малочисленных народов Российской Федерации».

## География
Село находится у р. Балыктыг-Хем.
Уличная сеть не развита.
К селу административно относятся  местечки (населённые пункты без статуса поселения) м. Агаш,  м. Ак-Эрик,  м. Боом-Бажы,  м. Бургаастай,  м. Ийи-Дыт,  м. Кара-Суг,  м. Кезек-Дыт,  м. Кызыл-Суг,  м. Мажыдай,  м. Оораш-Ой,  м. Урсул,  м. Хазынакты,  м. Хиримник,  м. Хоктерге-Аксы,  м. Чолду,  м. Чудумай,  м. Шархамнык667004, м. Ээрмес,м. Алаан-чыраа,м. Хемчиктиг-Алдын, м. Шынаа, м. Эрбек, м. Уйгуртук, м. Харламка,

## Население
| 2010 | 2011 | 2012 | 2013 | 2014 | 2015 | 2016 |
| ---- | ---- | ---- | ---- | ---- | ---- | ---- |
| 96   | →96  | ↘95  | →95  | ↗96  | →96  | →96  |
| 2017 | 2018 | 2019 | 2020 | 2021 |      |      |
| ↗97  | →97  | ↗98  | ↘97  | ↗164 |      |      |

Коренной народ селения — тувинцы-тоджинцы. В 1991 году они отнесены к числу коренных малочисленных народов Севера по постановлению Правительства РСФСР. Община «Эми» входит в совещательный орган при Правительстве Тувы, призванный защищать права, свободы и законные интересы тувинцев-тоджинцев.

## Инфраструктура
Администрация села  Тал.
Администрация сумона  Балыктыг.

## Транспорт
Сельские (поселковые) дороги.